# Зак, Георгий Владимирович
Георгий Владимирович Зак (род. 14 февраля 1940, Горький) — советский и российский шахматист и шахматный тренер, мастер спорта СССР по шахматам (1972).

## Биография
Окончил Московский институт стали и сплавов, по образованию инженер-физик.
Возглавлял команду Института стали и сплавов в первенстве вузов столицы, потом играл за команду Института нефтехимической и газовой промышленности им. Губкина в 1973-1980х годах.
Шахматами сначала занимался у Н. А. Чудненко, затем сам работал тренером в ДСО «Локомотив» и во Дворце пионеров Люблинского района.
Победитель мемориала И. Рауда (1978) и турнира в Алайыэ (1981).
Выступал на первых досках за команду МС ДСО "Локомотив" в первенствах спортобществ Москвы
и в командных первенствах ЦС ДСО "Локомотив" в 1980х годах.
Чемпион ЦС ДСО "Локомотив" в составе команды Московского "Локомотива" -- лидер команды (Сочи, 1979).
Давал сеансы одновременной игры.
Имел теоретические наработки, которые использовались чемпионом мира В. В. Смысловым, тренировал будущих гроссмейстеров Д. Б. Гуревича, И. Б. Хенкина, И. А. Бердичевского, А. Карпачёва, международных мастеров К. А. Григоряна, И. Е. Мойжеса, В. Л. Иванова, а также будущую чемпионку мира А. К. Костенюк.